# Prairial

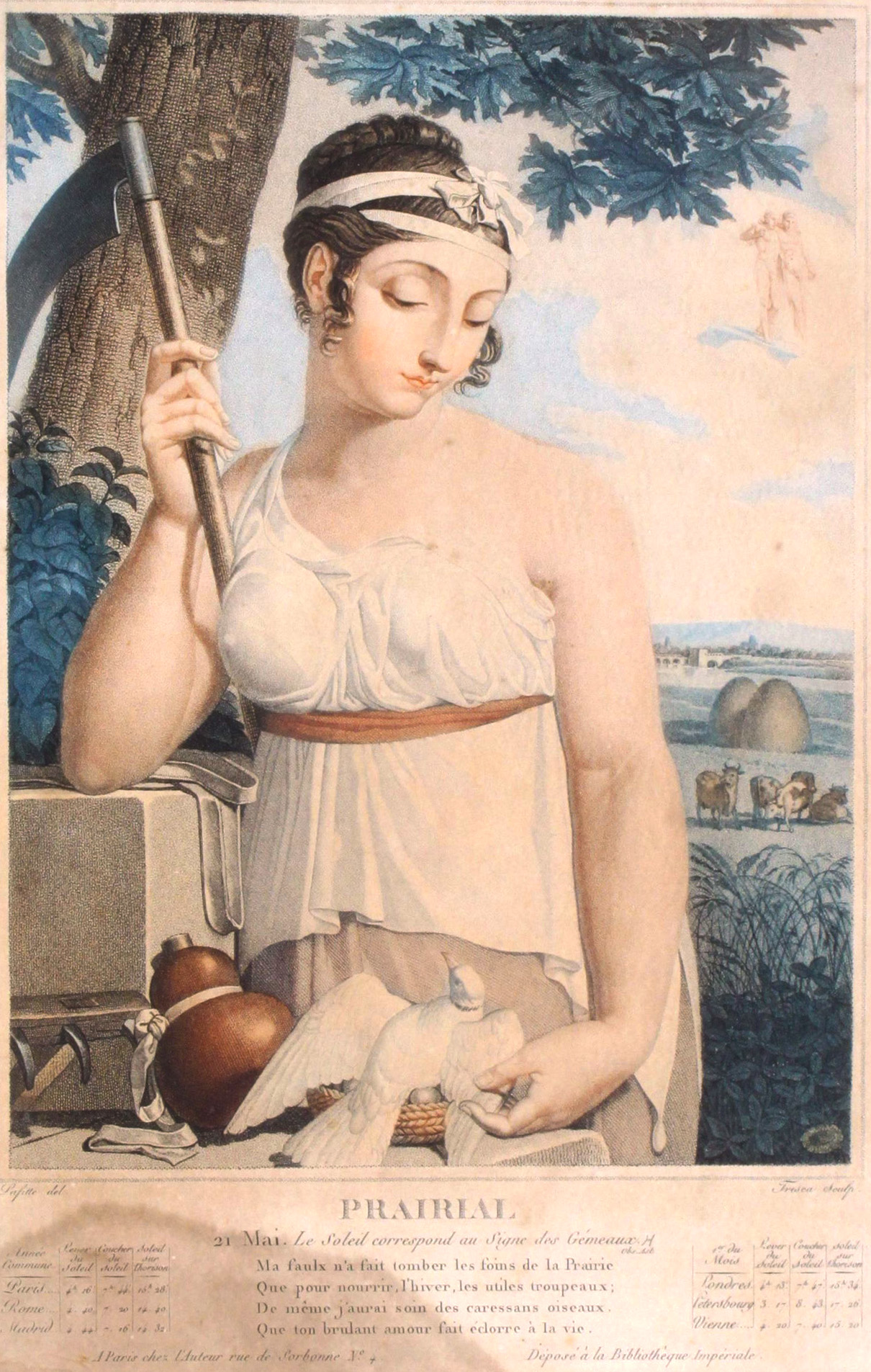
Alegoria do Pradial

Prairial (prairial em francês) era o nono mês do calendário revolucionário que vigorou na França, de 22 de setembro de 1792 a 31 de dezembro de 1805.
O prairial correspondia geralmente ao período de 20 de maio a 18 de junho do calendário gregoriano, recobrindo, aproximadamente, o período durante o qual o sol atravessa a constelação zodiacal de Gêmeos.
O nome se deve à "graciosa fecundidade e ao recolhimento das pradarias de maio a junho", segundo o relatório apresentado à Convenção, em 3 brumário do ano II (24 de outubro de 1793), por Fabre d'Églantine, em nome da comissão encarregada da confecção do calendário.